# Roy Hasan
Pour les articles homonymes, voir Hassan.
Roy Hasan (en hébreu : רועי חסן), né le 9 avril 1983 à Hadera (Israël), est un poète contemporain israélien. Il est l'un des chefs de file du mouvement littéraire hébreu Ars Poetica (en).

## Récompenses et distinctions
- 2015 : prix Bernstein, catégorie poésie